# Olle Tandberg
Olle Tandberg (12. oktober 1918 – 26. december 1996) var en svensk sværvægtsbokser. 
Olle Tandberg blev som amatør europamester i sværvægt to gange (1937 og 1939), og som professionel i 1943.

## Amatørkarriere
Olle Tandberg begyndte at bokse som 15-årig efter at have været inspireret af nordmanden Otto von Porats succesfulde karriere i USA.  Olle Tandberg meldte sig ind i BK Tigern, men skiftede hurtigt til Djurgårdens IF Som 18-årig vandt han det svenske mesterskab i sværvægt i 1936, og blev samme år udtaget til OL i Berlin, hvor han i bokseturneringen besejrede amerikaneren Art Oliver i sin første kamp. I den efterfølgende kvartfinale tabte Tandberg dog til ungareren Ferenc Nagy. Nagy blev dog så ilde tilredt i kampen mod Tandberg, at han ikke i stand til af stille op i hverken semeifinalen eller bronzekampen.
Tandberg vandt igen SM i 1937, og blev samme år udtaget til Europamesterskaberne i boksning, der i 1937 blev afholdt i Milano. Tandberg besejrede i sin første kamp schweizeren Hermann Schlunegger inden han i semifinalen besejrede OL-bronze-vinderen fra 1936 Erling Nilsen (Norge). I finalen mødte Tandberg tyskeren Herbert Runge, der havde vundet OL-guld året forinden. Tandberg vandt på point over tyskeren og kunne som 19-årig kalde sig europamester.
Tandberg vandt atter det svenske mesterskab i 1938 og 1939 og stillede op ved EM i 1939, der blev afholdt i Dublin. Ved EM 1939 vandt Tandberg over ireren John McMullan og besejrede igen OL-guldvinderen Herbert Runge inden han i finalen vandt over italieneren Nemesio Lazzari, hvorefter Tandberg kunne kalde sig dobbelt europamester. 
Tandberg vandt atter SM i 1940, men det store mål OL i Helsinki i 1940 blev på grund af krigsudbruddet ikke til noget. 
Tandberg havde på det tidspunkt opnået international opmærksomhed, og han kom i 1940 til USA, hvor han i Chicago boksede ved International Golden Gloves hvor han besejrede amerikaneren Corneliu Young i finalen.  Han blev i den forbindelse af avisen Milwaukee Journal beskrevet som et seriøst bud på en bokser, der kunne besejre den suveræne verdensmester i professionel sværvægt Joe Louis
Olle Tandberg opnåede 135 amatørkampe, hvoraf han vandt de 130. Han boksede i alt 17 kampe for det svenske bokselandshold, og vandt dem alle, herunder en kamp mod danskeren Peter Jørgensen i 1937.

## Professionel karriere
Efter den succesfulde amatørkarriere blev Tandberg professionel. Han debuterede ved et stævne i Göteborg den 31. januar 1941, hvor han besejrede den tyske sværvægter Jakob Schoenrath. Ved stævnet boksede også de danske boksere Hans Holdt, Henry Nielsen og Hans Drescher. Tandberg boksede herefter i 1941 tre kampe mod tyske sværvægtere i Berlin, som alle blev vundet. I 1942 mødte Tandberg den tidligere tyske mester Arno Koelblin i Stuttgart, og måtte nøjes med uafgjort, men dette hindrede ikke, at Tandberg i den næste kamp blev matchet mod en anden tidligere tysk mester, der rutinerede Walter Neusel. Efter en tæt kamp i Deutschlandhalle i Berlin blev Tandberg dømt som taber efter 10 omgange.
Næste kamp var mod den italienske europamester i letsværvægt Luigi Musina, som Tandberg havde besejret et halvt år tidligere i Göteborg. Musina havde netop besejret danskeren Henry Nielsen, og havde aldrig tabt til andre end Tandberg. Kampen fandt sted i Rom, og Tandberg led sit andet nederlag som professionel, da Musina vandt efter 10 omgange. På trods af de to nederlag lykkedes det Tandberg at opnå en kamp om det ledige europamesterskab i sværvægt mod den belgiske mester Karel Sys, der forinden havde besejret Musina i en kvalifikationskamp om titlen. EM-kampen blev bokset den 30. maj 1943 på et udsolgt Råsunda Fotbollstadion i Stockholm, og det lykkedes Tandberg at besejre belgieren på point, hvorved Tandberg også vandt den professionelle EM-titel. I den efterfølgende returkamp et halvt år efter i Belgien tabte Tandberg dog titlen til Karel Sys.
Vilkårene for professionel boksning var vanskelige grundet 2. verdenskrig, og Tandberg måtte holde pause indtil 25. september 1945, hvor han i London tabte til englænderen Eddie Phillips, men herefter fik Tandberg atter bygget karrieren op i Sverige. Han vandt et par kampe, der var annonceret som værende om det svenske mesterskab, og vandt tillige en returmatch over italieneren Musina. Efter 10 sejre i træk blev Tandberg matchet mod den stærke amerikaner Joe Baksi, der var blandt de 10 stærkeste sværvægtere i verden. Kampen fandt sted på Råsunda, og Tandberg leverede en overraskelse, da to af de tre svenske dommere tilkendte Tandberg sejren.
Sejren bragte for alvor Tandberg frem på de internationale ranglister, og Tandberg fik atter en kamp i USA, da han den 9. januar 1948 mødte den stærke amerikaner Joey Maxim i en kamp over 10 omgange i Madison Square Garden i New York City. Maxim havde en lang rekordliste, der bl.a. talte sejre over Jersey Joe Walcott, og Maxim var da også for stærk for Tandberg, der tabte kampen med dommerstemmerne 2-1.
Efter nederlaget vandt Tandberg yderligere en række kampe, og i 1949 blev Tandberg udpeget til en VM-kvalifikationskamp om sværvægtstitlen. 

### VM-kvalifikationskampen mod Jersey Joe Walcott
Da Joe Louis den 1. marts 1949 trak sig tilbage som ubesejret verdensmester i sværvægt, blev det forsøgt at finde en ny mester. I forsøget herpå blev arrangeret en VM-kvalifikationskamp mellem Jersey Joe Walcott og Tandberg, der på daværende tidspunkt lå nr. 4 på verdensranglisten. Walcott havde forinden bokset mod Joe Louis to gange, og havde haft mesteren i gulvet flere gange og havde været tæt på at vinde den ene af kampene. Walcott var da også klar favorit til at vinde over Tandberg, og udtalte inden, at han ikke tvivlede på, at han kunne slå Tandberg ud, selvom Tandberg aldrig tidligere var blevet stoppet.
Matchen blev afviklet på Råsunda den 14. august 1949 foran et rekordstort publikum på 43.000 tilskuere. På trods af opbakningen måtte Tandberg dog konstatere, at den 35-årige amerikaner var klasser over Tandberg. Allerede i 3. omgang måtte Tandberg tage tælling, og i femte omgang var Tandberg i gulvet tre gange før Tandbergs hjørne kastede håndklædet i ringen. Walcott vandt siden i 1951 verdensmesterskabet i sværvægt i sit femte forsøg, og blev den hidtil ældste verdensmester i en alder af 37.
Olle Tandberg opgav boksekarrieren efter nederlaget til Walcott. Han opnåede i alt 30 kampe med 23 sejre (11 på KO), tabte 6 (1 på KO) og opnåede uafgjort i én kamp.

## Eksterne links
- Olle Tandbergs profil på Sports-Reference OL-resultater (arkiveret) (engelsk)
- Olle Tandbergs profil på Olympedia (engelsk)
- Olle Tandbergs profil hos Sveriges Olympiske Komité (svensk)
- Olle Tandbergs profesionelle rekordliste hos BoxRec (engelsk)
- Biografi (Webside ikke længere tilgængelig)  (Webside ikke længere tilgængelig)